# Wszemil
Wszemil (do 1945 r. Rungehäuser, następnie Wygoda Ziemiełowicka) – do końca 2017 roku przysiółek wsi Jastrzębie w Polsce położony w województwie opolskim, w powiecie namysłowskim, w gminie Namysłów. Miejscowość zniesiono 1 stycznia 2018.
W latach 1975–1998 miejscowość administracyjnie należała do ówczesnego województwa opolskiego.
Na mapie z początku XX w. zaznaczony punkt, obecnie na tym terenie jest pole orne, na zdjęciach satelitarnych brak śladów po miejscowości.